# Гобозов, Иван Аршакович
Ива́н Арша́кович Гобо́зов (10 ноября 1938, село Елтура, Юго-Осетинская АО, СССР — 8 сентября 2021, Москва) — советский и российский философ, специалист в области социальной философии, философии истории и политологии. Доктор философских наук, заслуженный профессор МГУ (2011) — с которым, начиная со студенчества, связана вся его жизнь.

## Биография
Сын осетинского горца, отец погиб на войне.
В 1967 году окончил философский факультет МГУ, а в 1970 году — его же аспирантуру.
В том же году защитил диссертацию на соискание учёной степени кандидата философских наук по теме «Теория „единого индустриального общества“ и её роль в современной идеологической борьбе».
С 1970 по 1972 годы — ассистент философского факультета МГУ. Стажер 1972/3 университетского года Международного центра студентов и стажеров — в Париже, получил в качестве научного руководителя стажировки Раймона Арона.
С 1972 по 1982 годы — старший научный сотрудник философского факультета МГУ.
В 1980 году защитил диссертацию на соискание учёной степени доктора философских наук по теме «Критический анализ современной французской буржуазной философии истории».
С 1982 года профессор кафедры социальной философии философского факультета МГУ.
Главный редактор журнала «Философия и общество», один из его основателей.
Работал в качестве приглашенного профессора на философском факультете университета в Ницце.
Действительный член Международной академии информатизации.
Владел французским языком. Переводчик Раймона Арона.
Прах захоронен в колумбарии на Востряковском кладбище.
Любил поэзию, преклонялся перед Пушкиным.

## Научная деятельность
Общая направленность научных исследований И. А. Гобозова — философия истории, западные философско-исторические течения и концепции, проблемы цивилизации (общее и особенное в цивилизации, генезис цивилизации, критерии цивилизации, фундамент цивилизации и др.), проблемы смысла и направленности исторического процесса, исторического познания и исторического сознания, диалектика рационального и иррационального в обществе и т. д.
Заслуга И. А. Гобозова заключается в его обращении к заброшенной, ещё в 1920-х гг., философии истории как науки, исследующей общие и всеобъемлющие характеристики исторического процесса, закономерности его развития и существования. Гобозов разграничил предметы исследования философии истории и социальной философии, что дало возможность изучать социальные и исторические процессы под разным углом зрения. С помощью анализа сфер общественной жизни он показал единство и многообразие мировой истории, исследовал в неразрывном единстве онтологические и гносеологические проблемы философии истории. Развитие человеческого общества носит объективный, независимый от людей характер, но общество остаётся продуктом взаимодействия людей, действующих сознательно и преследующих сознательно свои цели. Отсюда И. А. Гобозов делает вывод о взаимозависимости гносеологии и онтологии: без онтологии нет гносеологии, но и без гносеологии нет онтологии. Касаясь вопросов эпистемологии, Гобозов отмечает необходимость изучения парадигм в социальной философии, как занимающих в ней важное методологическое место. На основе определённой парадигмы знание систематизируется, приобретает целостные и строго логические черты.
Одну из причин кризиса современного обществознания И. А. Гобозов видел в отсутствии господствующей парадигмы в нынешнюю эпоху, а сами социальные знания низводятся до обыденного уровня, теряя всякую научную ценность.
В политологии Гобозов показал необходимость исторического подхода к политическим вопросам, поскольку считает, что без историзма невозможно исследовать политические процессы и явления. Он обращает особое внимание на такие важнейшие понятия политологии, как историческое и политическое пространство, многомерный и одномерный мир, политические интересы и политические цели, политические традиции и политическая культура, политика и мораль и др.
Указывается бескомпромиссным приверженцем марксистской теории.

## Научные труды

### Монографии
- Гобозов И. А. Современная французская буржуазная философия истории. — М., 1978
- Гобозов И. А. Ленинское философское наследие в трудах французских марксистов. — М., 1981
- Гобозов И. А. Марксистско-ленинское учение о войне и мире. — М., 1986
- Гобозов И. А. Философия политики. — М., 1998
- Гобозов И. А. Социальный детерминизм и проблемы общественного развития. — М., 1998
- Гобозов И. А. Избранное. Философия истории. Социальная философия. Марксистская философия. Философские проблемы политики.- М.: URSS. 2016. ISBN 978-5-9710-3442-1

### Статьи
- Гобозов И. А. Марксизм и философская антропология // Философские науки. — 1978. — № 1;
- Гобозов И. А. Современная французская буржуазная философия истории // Вопросы философии. — 1978. — № 4
- Гобозов И. А. История философии в интерпретации «новых философов» // Философские науки. — 1981. — № 1;
- Гобозов И. А. Философия истории Р. Арона // Философские науки. — 1984. — № 6;
- Гобозов И. А. Философия истории «новых правых» // Философские науки. — 1987. — № 8 (на фр. яз. опубликовано в ж. «Sciences sociales». 1988. № 4);
- Гобозов И. А. Общественный прогресс и будущее человечества // Общество как целостное образование. — М., 1989;
- Гобозов И. А. Социально-философский анализ бюрократии и бюрократизма // Вестник Московского университета. Сер. «Философия». — 1990. — № 1;
- Гобозов И. А. Философский портрет Р. Арона // Вестник Московского университета. Сер. «Философия». — 1992. — № 1;
- Гобозов И. А. Предисловие // Арон Р. Мнимый марксизм. — М., 1993;
- Гобозов И. А. Политика и мораль // Социально-политический журнал. — 1996. — № 2;
- Гобозов И. А. XX век и формирование нового мирового политического пространства // Вестник Московского университета. Сер. «Политические науки». — 1996. — № 4;
- Гобозов И. А. Политика и предвидение // Политология. Курс лекций. — М., 1997;
- Гобозов И. А. Философия истории: проблемы и перспективы // Философия и общество. — 1997. — № 2.
- Гобозов И. А. Цивилизационный и формационный подходы дополняют друг друга // Диалог. — 1997. — № 3;
- Гобозов И. А. Единство и многообразие исторического процесса // Философия и общество. — 1998. — № 1;
- Гобозов И. А. Социальное познание // Философия и общество. — 1999. — № 2;
- Гобозов И. А. Парадигмальный характер материалистического понимания истории // Карл Маркс и современная философия. — М., 1999;
- Гобозов И. А. Кризис современной эпохи и философия постмодернизма // Философия и общество. — 2000. — № 2.
- Гобозов И. А. Высокие технологии и средневековое мракобесие // Скепсис. — 2002. — № 1.

### Учебник
- Социальная философия. М., 2003. (редактор)

### Переводы
- Французские марксисты о диалектике. — М., 1982;
- Арон Р. Мнимый марксизм. — М., 1993;
- Денкэн Ж. М. Политическая наука. — М., 1993;
- Арон Р. Введение в философию истории. — М., 1998;
- Арон Р. Критическая философия истории. — М., 1998;
- Арон Р. Лекции по философии истории. — М., 1998.